# Dmitrij Onuprijenko
Dmitrij Płatonowicz Onuprijenko ros. Дмитрий Платонович Онуприенко (ur. 12 października?/25 października 1906 w Szupikach, zm. 22 listopada 1977 w Moskwie) – Ukrainiec, generał porucznik Armii Radzieckiej.

## Życiorys
Urodził się we wsi Szupiki koło Borysława w guberni kijowskiej w rodzinie chłopskiej. Ukończył szkołę 7 klasową, a następnie pracował   jako robotnik leśny.
W 1925 powołany do Armii Czerwonej, w 1928 roku ukończył kijowską szkołę piechoty. Następnie skierowany do wojsk pogranicznych od października 1928 roku służył w 23 Oddziale Wojsk Pogranicza w Kamieńcu Podolskim. W 1932 roku został instruktorem wyszkolenia, a następnie starszym instruktorem wyszkolenia w 2 Oddziale Wojsk Pogranicza.
W latach 1935–1938 studiował w Akademii Wojskowej im. M. Frunzego. Po jej ukończeniu został pomocnikiem szefa wyszkolenia w dowództwie wojsk pogranicza i wewnętrznych NKWD. W marcu 1939 roku został zastępcą dowódcy wojsk konwojowych NKWD.
W czasie wojny radziecko-fińskiej był zastępcą specjalnego oddziału NKWD przy Froncie Północno-Zachodnim na terenie Karelii. Po zakończeniu wojny został ponownie zastępcą dowódcy wojsk konwojowych NKWD, a od marca 1941 roku zastępcą dowódcy wojsk operacyjnych NKWD. W czerwcu 1941 roku został mianowany szefem sztabu Moskiewskiego Okręgu Wojskowego.
Po ataku na ZSRR został dowódcą zorganizowanej z oddziałów wojsk NKWD i ochotników na terenie Moskiewskiego Okręgu Wojskowego 33 Armii. Dowodził tą armią w trakcie walk w rejonie Smoleńska, po klęsce armii pod Wiaźmą został odsunięty od dowodzenia i od października 1941 roku był zastępcą dowódcy tej armii.
W maju 1942 roku został skierowany na wyższy kurs dowodzenia do Wyższej Szkoły Wojskowej im. Woroszyłowa, który ukończył pod koniec roku. Został szefem sztabu 3 Armii Rezerwowej Frontu Kalinińskiego. Funkcję tę pełnił także po przekształceniu tej armii w 2 Armię Pancerną.
W czerwcu 1943 roku został dowódcą 6 Gwardyjskiej Dywizji Strzeleckiej, uczestniczył w bitwie na łuku kurskim, a następnie w walkach na prawobrzeżnej Ukrainie i forsowaniu Dniepru. W dniu 16 października 1943 roku za bohaterstwo i umiejętne dowodzenie dywizją w czasie forsowania Dniepru został wyróżniony tytułem Bohatera Związku Radzieckiego.
W sierpniu 1944 roku został mianowany dowódcą 24 Korpusu Strzeleckiego, którym dowodził w operacji lwowsko-sandomierskiej, wiślańsko-odrzańskiej, dolnośląskiej. Brał udział m.in. w wyzwalaniu Sandomierza, Lublina, Ścinawy i Szprotawy.
Po zakończeniu wojny w latach 1945-1951 był kolejno dowódcą 10 Dywizji Zmechanizowanej w Podkarpackim Okręgu Wojskowym, 13 Korpusu Strzeleckiego w Zakaukaskim Okręgu Wojskowym i 87 Korpusu Strzeleckiego w Dalekowschodnim Okręgu Wojskowym. W 1952 roku kolejny raz ukończył wyższy kurs dowódców w Wyższej Szkole Wojskowej im. Woroszyłowa i w 1953 roku został dowódcą 3 Korpusu Górskiego w Podkarpackim Okręgu Wojskowym. W 1957 roku został przeniesiony do rezerwy.
Po przeniesieniu do rezerwy mieszkał w Moskwie, gdzie zmarł. Pochowany został na cmentarzu kuźnieckim w Moskwie.

## Awanse
- kombrig
- generał major (7 grudnia 1942)[1]
- generał porucznik (27 czerwca 1945)

## Ordery i odznaczenia
- Bohater Związku Radzieckiego (16 października 1943)
- Order Lenina (dwukrotnie)
- Order Czerwonego Sztandaru (pięciokrotnie)
- Order Kutuzowa kl. I
- Order Kutuzowa kl. II
- Order Suworowa kl. I
- Order Czerwonej Gwiazdy
- Medal „Za obronę Moskwy”
- Medal „Za zwycięstwo nad Niemcami w Wielkiej Wojnie Ojczyźnianej 1941–1945”
- Medal „Za wyzwolenie Warszawy”
- Medal „Za zdobycie Berlina”
- Medal „Weteran Sił Zbrojnych ZSRR”